# The Missioner
The Missioner est un film britannique réalisé par George Ridgwell, sorti en 1922.

## Fiche technique
- Titre original : The Missioner
- Réalisation : George Ridgwell
- Scénario : Paul Rooff, d'après le roman homonyme de E. Phillips Oppenheim
- Société de production : Stoll Picture Productions
- Société de distribution : Stoll Picture Productions
- Pays d'origine :  Royaume-Uni
- Langue originale : anglais
- Format : noir et blanc — 35 mm — 1,37:1 - Film muet
- Date de sortie :
  - Royaume-Uni : 1922

## Distribution
- Cyril Percival : Victor Manderson
- Pauline Peters : Wilhelmina Thorpe-Hatton
- Olaf Hytten : Stephen Hurd
- Lewis Gilbert (en) : Jean de Roi
- Allan Jeayes : Gilbert Deyes
- Alice Ridgwell : Letty Fulton